# Screen Junkies
Screen Junkies est à la fois un webzine et une chaîne YouTube traitant de cinéma et de télévision, et appartenant à la compagnie Fandom depuis juillet 2018 (auparavant Defy Media).
La chaîne YouTube propose trois émissions : 
- Screen Junkies Shows, des entrevues et des discussions animées par Hal Rudnick ;
- Honest Trailers, des parodies de bandes-annonces narrées par Jon Bailey (voix hors champ) ;
- Movie Fights, des débats sur diverses questions liées à des films animés par Hal Rudnick (Précédemment Andy Signore).

En novembre 2015, la chaîne YouTube Screen Junkies compte plus de 4,9 millions d'abonnés et ses vidéos ont été vues plus d'un milliard de fois[source insuffisante].

## Les vidéos

### Honest Trailers
Article connexe : (en) Liste des épisodes de Honest Trailers
Honest Trailers est une série de bandes-annonces parodiant des films et, parfois, des émissions de télévision. Jon Bailey en est le narrateur.
Créée par Andy Signore et Brett Weiner et dirigée par Mitch Rotter, chef de la programmation de Break Media, l'émission Honest Trailers a été lancée en février 2012. En à peine plus de deux ans, les vidéos de l'émission ont été vus plus de 300 millions de fois. La série a commencé lorsque les créateurs ont appris que Star Wars, épisode I : La Menace fantôme allait être relancé en 3D ; ils en ont alors fait une bande-annonce parodique. À la suite d'un accueil positif de cette vidéo, ils ont étendu le concept à d'autres films.
Les vidéos de cette série sont créées en à peu près une semaine et sont généralement conçues par environ quatre personnes. Les créateurs regardent le film qu'ils vont parodier un certain nombre de fois avant d'écrire le script tous ensemble. Les sujets sont choisis parmi des films populaires récents et parmi les suggestions des internautes (dans la section commentaires). Le but de ce type de sélection est de générer un buzz autour des vidéos. Signore a laissé entendre que l'équipe aimerait couvrir plus d'émissions de télévision, mais qu'ils n'en ont pas fait beaucoup par manque de temps.
Originellement, la voix hors champ était confiée à Ptolémée Slocum qui n'a fait que le premier Honest Trailers. Par la suite, Gannon Nickell a narré une dizaine d'émissions, avant d'être remplacé par Jon Bailey. Le type des voix hors champ de Bailey était au début calqué sur les voix des véritables bandes-annonces. Son interprétation a évolué au fil du temps, devenant de plus en plus satirique, le type de voix utilisé variant en fonction des genres.
Signore, le cocréateur, a mentionné qu'il aimerait beaucoup qu'un acteur célèbre se charge de la voix hors champ pour une bande-annonce sur son propre film, expliquant qu'il aimerait avoir une personne qui « comprenne ce que nous faisons, l'apprécie, et serait prêt à faire preuve d'autodérision ».
Le 100e Honest Trailer, sur Cinquante nuances de Grey, a été mis en ligne en mai 2015. En septembre 2014, le Honest Trailer  sur La Reine des Neiges comptabilisait le plus grand nombre de vues, avec un score de plus de 17 millions.
Les vidéos ne parlent pas nécessairement des films de manière négative. Pour Captain America : Le Soldat de l'hiver, contrairement à l'habitude, les créateurs ont trouvé peu de points négatifs et ils ont admis que le film était plutôt bon. Joe Russo, le co-réalisateur, a dit qu'il avait de la série à l'esprit lors de la création du film et visait à le rendre « imperméable à la critique des Honest Trailers ».
L'auteur principal de Honest Trailers  est Spencer Gilbert qui apparaît également dans Movie Fights.

### Screen Junkies Show
Les Screen Junkies Shows traitent de divers sujets de cinéma et de télévision. Certains épisodes incluent des entrevues avec les acteurs, des Supercuts (compilations) ainsi que des informations et des pistes d'interprétation sur les films.
Les Screen Junkies Shows sont présentés par Hal Rudnick et ont été créés par Andy Signore, Brett Weiner, et Mitch Rotter.

### Movie Fights
Article connexe : (en) Liste des épisodes de Movie Fights
Les Movie Fights, animés par Signore, puis par Rudnick depuis 2017, sont généralement des débats sur diverses questions liées au cinéma entre des personnes ne faisant pas partie de l'équipe Screen Junkies, par exemple des Youtubers. Certains Movie Fights font intervenir des personnes de l'équipe Screen Junkies Shows, comme Spencer Gilbert, Nick Mundy, Dan Murrell, Joe Starr et même Rudnick lui-même. Ces combats durent environ une heure et demie, les six premiers rounds ont le format d'un tour de table alors que le dernier round est un speed round. Chaque round commence par une question ; chaque candidat doit y répondre, puis argumenter et expliquer pourquoi sa réponse est la meilleure. Le speed round se compose de cinq questions et chaque participant a quinze secondes pour y répondre.

## Popularité
En 2014, la chaîne YouTube Screen Jukies s'est classée 34e sur le top 100 des chaînes YouTube de New Media Rockstars (un webzine qui traite notamment des Youtubers).
En novembre 2015, la chaîne YouTube Screen Junkies compte plus de 4,9 millions d'abonnés et ses vidéos ont été vus plus d'un milliard de fois
Les frères Russo se sont déclarés admirateurs de la série et ont mentionné lors de la production de Captain America : Le Soldat de l'hiver qu'ils visaient à faire un script « imperméable à la critique des Honest Trailers », considérant l'émission comme un test imbattable sur la cohérence du film. Zack Stentz, coscénariste de Thor et de X-Men : Le Commencement, a tout d'abord qualifié les Honest Trailers d' « insupportables ». Après avoir été contacté par Screen Junkies, il a accepté de regarder le Honest Trailer pour Thor avec l'équipe et il a finalement réussi à l'apprécier. Il est même tombé d'accord avec certains points soulevés par la satire.
En 2015, la série a été nommée à la 5e édition des Streamy Awards, félicitée pour son écriture. Le prix a été décerné aux écrivains Spencer Gilbert, Dan Murrell, Erica Russell et Andy Signore. Les Streamy Awards (ou Streamys) récompensent les meilleures vidéos sur Internet et leurs auteurs.